# Cándido Casanueva Gorjón
Cándido Casanueva y Gorjón (Pereña de la Ribera, 12 de desembre de 1881 - Madrid, 18 d'agost de 1947) fou un notari i polític espanyol, net del terratinent, notari i polític salmantí Sebastián Gorjón y Sánchez.
Va iniciar la seva carrera política com membre del Partit Agrari amb el qual es va presentar, obtenint un escó per Salamanca, a les eleccions generals espanyoles de 1923, 1931 i 1933.
Posteriorment, i com a membre de la CEDA, va tornar a obtenir el mateix escó a les eleccions de 1936. Va ocupar la cartera de ministre de Justícia entre el 6 de maig i el 25 de setembre de 1935 en el govern que va presidir Alejandro Lerroux.
Després de la Guerra Civil Espanyola va participar en les fracassades converses que els monàrquics partidaris de Joan de Borbó i Battenberg van mantenir a la fi de 1944 amb l'ANFD per posar fi a la dictadura franquista. Per aquesta causa va ser detingut en la nit del 21 al 22 de desembre per la policia franquista juntament amb altres persones que hi havien participat, entre elles el president de l'ANFD, el republicà Régulo Martínez.
Una neta seva, Magdalena Casanueva Camins, va casar amb el polític espanyol José María Gil-Robles y Gil-Delgado.